# Dimitrie Voinov
Dimitrie Voinov (n. 6 februarie 1867, Focșani – d. 7 iulie 1951, București).A avut multiple specializari: biolog, zoolog, histolog, citolog, fondatorul școlii românești de citologie.
Membru titular (din 1927) al Academiei Române.

## Biografie
A absolvit școala primară la la Focșani, după care s-a înscris la Liceul Internat din Iași, unde a fost coleg cu Emil Racoviță și Grigore Antipa. La științe naturale a avut ca profesor pe Grigore Cobălcescu, care i-a stimulat pasiunea pentru biologie. După obținerea bacalaureatului, a plecat la Paris pentru a se specializa domeniul biologiei, alături de Emil Racoviță, Paul Bujor și Ion Cantacuzino. La Universitatea din Paris s-a specializat în zoologie. În 1891, după susținerea examenului de licență și doi ani de specializare, Dimitrie Voinov a revenit în țară, unde a ocupat catedra de zoologie și morfologie animală a Facultății de Științe din București, pe care a deținut-o până în 1937. S-a căsătorit cu Victoria Irimescu, sora dr. Ștefan Irimescu.
A militat pentru dezvoltarea mișcării științifice în România, în cadrul Societății române de științe, fiind vicepreședinte al secției de științe naturale și, ulterior, devenind președinte al acestei instituții. Profesorul Dimitrie Voinov a adus contribuții remarcabile la dezvoltarea morfologiei animale și, în special, a morfologiei celulare. A făcut studii de taxonomie și histofiziologie asupra organului ciliofagocitar al nefridiilor unui vierme parazitar pe raci; a demonstrat existența a trei constituenți celulari (protoplasmatici): condriomul, vacuomul si sistemul golgian. A fost primul cercetător în lume care a descoperit aneuploidia sau polisomia la animale.
În 1902, a început seria cercetărilor citologice, pe care le-a continuat timp de trei decenii. Studiile le-a făcut pe diferite grupuri de insecte: coleoptere, lepidoptere și ortoptere.
Dimitrie Voinov a fost ales, în 1927, membru al Academiei Române, în cadrul căreia a desfășurat o amplă și îndelungată activitate științifică.

## Lucrări
Principalele lucrări publicate au fost:
- Principii de microscopie (1906),
- Mitocondriile (1916),
- Problema biologică a diferențierii sexelor (1929).
- Dimitrie Voinov & Crizantema Totoescu, Pagini alese, București, Editura Academiei Republicii Populare Romîne, 1956.